# Узроци Првог светског рата
Непосредни повод за Први светски рат био је Сарајевски атентат. Међутим, узроци су били много дубљи. Рата би било и без овог атентата.
Крајем XIX и почетком XX века постојала су два велика војно-политичка савеза — Централне силе и Антанта. Централне силе — Аустроугарска и, пре свега, Немачка — тежиле су новој подели света (пре свега колонија) због чега су дошле у конфликт са старим колонијалним силама, нарочито са Енглеском и Француском. Временом су се односи између блокова заоштрили, што је довело до тзв. политике Хладног рата, а то је значило сталну трку у наоружавању, честе кризе и спорове међу супротстављеним блоковима, избијање бројних локалних ратова, шпијунске афере, итд.
Опште је прихваћено да је атентат на аустроугарског престолонаследника Франца Фердинанда у Сарајеву био само непосредан повод за Први светски рат, док су стварни узроци много дубљи, од којих су централни пориви и интереси различитих националистичких елемената кључни.

## Милитаризам и аутократија
Амерички председник Вудро Вилсон био је један од заступника теорије да је главни узрочник Првог светског рата био милитаризам. Друга становишта узроке за избијање рата лоцирају у превеликој моћи аристократије и војне елите у земљама као што су Немачка, Русија и Аустроугарска. Према њима, рат је био последица њихове тежње ка војној моћи и гађења према демократији. Ова становишта су нарочито дошла до изражаја у антинемачкој пропаганди. Заступници ове теорије су на крају проузроковали абдикацију владара као што је кајзер Вилхелм II и пропаст аристрократије и милитаризма уопште. Ова платформа обезбедила је делимично оправдање за улазак САД у рат након капитулације Руског царства 1917.
Силе савезнице, Велика Британија и Француска, обе демократије, сукобиле су се са Централним силама које су чиниле Немачка, Аустроугарска и Османско царство. Русија, једна од савезничких сила, била је царство све до 1917. али се противила потчињавању словенских народа од стране Аустроугарске. Имајући у виду овакву позадину, схватање рата као сукоба демократије са једне стране и диктатуре са друге, првобитно је имало одређен легитимитет али је са наставком конфликта изгубило на кредибилитету.
Вилсон се надао да ће Друштво народа и опште разоружање обезбедити трајни мир. Позивајући се на Х. Ф. Велса, он је описао Први светски рат као „рат који ће окончати све ратове“. У том циљу био је спреман да стане на страну Француске и Британије упркос њиховом сопственом милитаризму.
Фриц Фишер је највећи део кривице свалио на немачку аристократију. Тврдио је да су немачке вође сматрале да губе моћ и да њихово време пролази. Немачка Социјалдемократска партија је већ победила на неколико избора и са значајним бирачким телом, постала је једна од најбројнијих политичких партија у Немачкој. Иако су изабране институције имале релативно малу моћ у односу на Кајзера, постојало је страховање да је некакав облик политичке револуције неизбежан. Русија је била усред велике војне реформе која је требало да буде готова у 1916—17. Рат би ујединио Немачку и довео до пораза Русије пре него што ова реформа буде спроведена. У својим каснијим радовима Фишер је отишао корак даље тврдећи да је Немачка планирала почетак рата још 1912.
Самјуел Р. Вилијамсон је нагласио улогу Аустроугарске која се надала ограниченом рату против Србије и сматрала је да ће, уз снажну подршку Немачке успети да сузбије руске амбиције на Балкану. Међутим, растући српски национализам и снажна подршка Русије имали су за последицу распад монархије састављене од 11 различитих националности.

### Баланс моћи
Један од циљева спољне политике великих сила у предратним годинама био је одржање равнотеже снага у Европи. Оваква настојања преточена су у веома компликовану мрежу тајних и јавних савеза и споразума. Нпр. после Француско-пруског рата (1870—71), Британији је више одговарала јака Немачка као противтежа њеном традиционалном непријатељу — Француској. Након што је Немачка започела остварење свог плана изградње снажне морнарице која је требало да парира британској краљевској ратној морнарици, ово становиште је промењено. Француска је савезника за супротстављање претњи јаке Немачке пронашла у Русији. Аустроугарска, угрожена јачањем Русије, потражила је савезника у Немачкој.
У тренутку избијања Првог светског рата ови споразуми су само делимично одређивали на чијој страни која држава треба да ступи у рат. Британија која није имала споразум са Француском и Русијом, ипак је ушла у рат на њиховој страни; Италија је касније одлучила да се придружи савезницима. Можда је најзначајнији споразум био првобитни „одбрамбени“ пакт између Немачке и Аустроугарске, који је Немачка 1909. проширила одредбом по којој ће Немачка пружити помоћ Аустроугарској чак иако она отпочне рат.

### Економски империјализам
Владимир Лењин сматрао је да је један од главних узрочника рата империјализам. Лењин је овакав закључак донео ослањајући се на економске теорије Карла Маркса и енглеског економисте Џона А. Хобсона, који је предвидео да ће неограничена трка за проширењем тржишта довести до глобалног сукоба.
 Овај аргумент је био веома популаран у периоду непосредно пред избијање рата и значајно је допринео успону комунизма. Лењин је тврдио да су банкарски интереси различитих капиталистичко-империјалистичких сила довели до сукоба.

### Трговинске баријере
Кордел Хал, амерички државни секретар у администрацији Френклина Рузвелта, веровао је да су трговинске баријере биле главни узрок и Првог и Другог светског рата. Он је 1944, помогао у изради Бретон Вудс споразума за смањивање трговинских баријера и елиминисање онога шта је он сматрао за узрок сукоба.

### Политички узроци
Слабљење утицаја Аустроугарске на Балкану и јачање панславенског покрета створили су такву политичку атмосферу у којој се сматрало да је нови рат на Балкану неизбежан. Буђење националне свести одвијало се паралелно са сталним растом и јачањем Србије, у којој је антиаустријско расположење било нарочито изражено. Аустроугарска је 1878. окупирала османску провинцију Босну и Херцеговину, у којој су тада Срби чинили већинско становништво. Босна и Херцеговина су тек 1908. формално анектиране од стране Аустроугарске. Ово буђење националне свести, такође се поклопило и са слабљењем Османске империје. Русија је подржавала пансловенски покрет због етничке и религијске повезаности са њим, али и због супротстављености тог покрета Аустрији, са којом Русија није била у најбољим односима још од времена Кримског рата. Догађаји који су томе претходили, као што је пропали покушај склапања споразума између Русије и Аустрије, као и стално настојање Русије да избије на топло море додатно су мотивисали Санкт Петербург.
Поред наведених, постојало је још много различитих геополитичких мотива широм Европе. Француска предаја Алзаса и Лорене Немачкој, након Француско-пруског рата, створила је осећање иредентистичког реваншизма у тој земљи. Француска је због тога склопила споразум са Русијом, чиме је Немачкој створила претњу вођења рата на два фронта.

## Систем савеза
Главни механизам почетка рата који је одвео све тадашње светске силе у Први светски рат једну за другом био је систем савеза.
Оно што је требало да буде стриктно ограничени и кратки рат, између оптуженог и оптужујућег — Србије и Аустроугарске прерасло је врло брзо у нешто што је било изнад најгорих очекивања и најратоборнијих министара у Берлину (и наравно Бечу, који је ускоро постао свестан у шта се упустио), упркос немачким гаранцијама о брзом крају рата.
Је ли могуће да се уђе дубље у европску историју, као истраживање разних савеза који ће одиграти главне улоге у највећем покољу до 1914? Но вратимо се још у период пре самог почетка рата, у другу половину 19. века, када је немачки канцелар Ото фон Бизмарк створио основе будућих савеза — уједињење разједињених немачких земаља у јединствену нову државу Немачко царство.

### Бизмаркова потреба за савезима
Бизмарково стварање уједињене Немачке било је директно повезано с избијањем рата 43 године касније, које је резултовало стварањем кључних савеза који ће касније да стигну на светску позорницу.
Испунивши своју животну жељу, Бизмаркови експанзионистички планови били су приведени крају. Осигурао је шта је тражио, и његова главна жеља било је очување стабилности тек створеног Царства. Започео је тако да ствара Савезе Европе, тако заштитивши Немачку од потенцијалних непријатеља.
Био је посебно свестан да Француска неће мирно гледати на своје некадашње покрајине које је изгубила у Пруско-француском рату. Заправо француски ратни план XVII је био већином базиран на поновном враћању покрајина Алзас и Лорена под француску власт, у што краћем времену, али са застрашујућим последицама.
Бизмарк се у почетку није бојао савеза између Француске и Уједињеног Краљевства, делом због тога што је у то време Британија водила политику тзв. „сјајне изолације“, самопроглашене политике немешања у збивања на континенту.

### Лига три цара и Двојни савез
Започео је да преговара и 1873. створио Лигу три цара, који је обавезао Немачку, Аустроугарску и Русију да помажу једна другој за време рата. То стање се одржало до 1878, када је Русија иступила из савеза, оставивши Бизмарка у новом Двојном савезу с Аустроугарском 1879.
Овај каснији споразум обавезао је те земље да помажу у случају руског напада на једну од њих, или ако Русија буде помагала иједној другој држави у рату против Аустроугарске, или Немачке. Ако иједна друга држава буде нападнута од неке велике силе, нпр. Француске, обе државе, и Немачка и Аустроугарска морају остати неутралне.
Овај савез, за разлику од осталих, трајао је до избијања рата 1914. Но Аустрија је позвала Немачку у помоћ да присили Русију на престанак слања помоћи Србији (која је била савезом повезана с Русијом), на што је Немачка одмах пристала.

### Тројни савез
Две године након што су Немачка и Аустроугарска потписале споразум о Двојном савезу, Краљевина Италија је ушла у Тројни савез (1882). Под условима тог споразума, Немачка и Аустроугарска обећале су помоћ Италији у случају да буде нападнута од стране Француске и обратно — Италија је била обавезна да помогне у случају да Француска објави рат Аустроугарској или Немачкој, или обема.
Надаље, да се једна потписница нашла у рату с две силе (или више), остале две потписнице пружиле би војну помоћ. На крају, да је иједна од три потписнице одлучила да започне „превентивни“ рат, остале две потписнице остале би неутралне.
Један од главних циљева Тројног савеза био је да спречи Италију да објави рат против Аустроугарске, с којом је имала несугласице око територијалних питања.

### Тајни француско-италијански договор
У раздобљу када су везе међу чланицама Тројног савеза започеле да слабе, Италија је започела тајне преговоре с Француском, под којим би Италија остала неутрална у случају да Немачка нападне Француску, што се и догодило.
Године 1914. Италија је прогласила да је немачки напад на Француску „агресорски“ и тако се позвала на клаузулу да се Италија прогласи неутралном. Годину дана после Италија улази у рат, али као савезник Британије, Француске и Русије.

### Споразум реосигурања
Потенцијално велике важности, иако је пропао након три године, Бизмарк 1887. пристаје на такозвани Споразум реосигурања са Русијом.
Тај документ осигуравао је обема силама да остану неутралне ако иједна од њих буде уведена у рат с трећом силом (или офанзивно или дефанзивно).
Но, да је та трећа сила била Француска, Русија не би била обавезна да пружи помоћ Немачкој (као и што Немачка не би могла да пружи помоћ Русији у рату с Аустроугарском) Бизмарк је тим споразумом хтео да избегне могућност рата на два фронта против Француске и Русије.
Била је то замршена мрежа савеза, а до преокрета долази када Немачка одбија да потпише продужење Споразума о реосигурању са Русијом 1890. године, исте године када нови немачки цар Вилхелм II отпушта ветерана-канцелара Бизмарка.

### Француско-руски споразуми
Годину након што је Споразум реосигурања пропао, Русија улази у савез с Француском. Обе силе пристале да се саветују једна с другом ако се једна од њих нађе у рату с неком другом државом, али и у случају да стабилност Европе буде угрожена.
Овај споразум додатно је учвршћен 1892. стварањем француско-руског војног конгреса, који се специјализовао за противнападе на потенцијално опасне земље Тројног савеза — Немачку, Аустроугарску и Италију.
Укратко, да је Француска или Русија нападнута од стране потписница Тројног савеза, или да сила Тројног савеза започне мобилизацију против Француске или Русије (започињање свеопште мобилизације војске, припремања ратног стања и објаве рата), друга сила би пружила војну помоћ.

### Британски излазак из „Сјајне изолације“
Наследник цара Вилхелма, амбициозни Кајзер Вилхелм II почео је Немачко царство да води према месту најјаче светске силе. С отпуштањем Бизмарка нови Кајзер започео је од Немачке да ствара колонијалну силу што је значило успостављање немачке моћи на Пацифику и, што је много важније, у Африци.
Вилхелм, охрабрен од стране министра морнарице Тирпица, започео је да ствара масивну флоту која би била једнака, ако не и надмоћнија од британске.
Британија, која је у то време била највећа светска сила, није мирно гледала на немачке амбициозне планове. У првим годинама 20. века, 1902, потписује Војни споразум с Јапаном, тако ограничавајући ширење немачких колонија на Истоку.
Такође је започела да преправља своје старије бродове и да гради нове, желећи тако да надјача немачку флоту. У томе је и успела саградивши у само 14 месеци — што је био рекорд — огромни бојни брод ХМС Дреднот, који је завршен у децембру 1906. У време кад јој је Немачка објавила рат, 1914, Немачка је имала 29 оперативних бојних бродова, а Британија 49.
Осим њеног успеха у поморској трци у наоружању, немачке амбиције успеле су „да уведу“ Британију у европски систем свеза, што је такође, убрзало почетак рата.

### Срдачни уговори: Британија, Француска, Русија
Дана 8. априла 1904, Британија је потписала Срдачну Антанту с Француском. Тај је уговор коначно решио бројне преостале колонијалне препирке. Пуно важније, иако се нису обавезали на војну помоћ у случају рата, створени су пуно ближи дипломатски односи.
Три године после, 31. августа 1907, Русија оснива оно што ће постати познато као Тројна Антанта, а што се одржало до Првог светског рата, потписујући уговор с Британијом: Англо-руску Антанту.
Заједно, та два уговора створили су тространи савез који је опстао, али и ефикасно повезао једну за другу до рата тачно седам година касније.
Но иако та два уговора нису били и војни, они су поставили тзв. моралну обавезу за сваку потписницу да помогне другим двема у случају рата.
Сада је јасно да је управо та морална обавеза увукла Британију у рат, за одбрану Француске, иако су прави разлози били у условима заборављеног Лондонског споразума, који је обавезивао Британију да заштити неутралност Белгије, а који је Немачка одбацила као „безвредни комад папира“ у 1914. када су замолили Британију да занемари тај уговор.
Године 1912. Велика Британија и Француска потписали су свој војни споразум, тзв. Англо-француску конвенцију, који је обавезао Британију да одбрани обале Француске од немачког поморског напада, и француску одбрану Суецког канала.

## Мањи ратови
То су били савези између највећих континенталних сила. Но постојали су и други, мањи савези: руска обавеза да заштити Србију, британска обавеза да заштити белгијску неутралност, а сваки је имао своју улогу да увуче сваку државу у надолазећи Велики рат.
Но управо у то време започињу бројни мањи сукоби који су потпомогли избијању рата, али и дали многим државама разлоге да уђу у светски рат.

### Руско-јапански рат
Откада је Русија одбила јапанску понуду да поделе интересна подручја у Манџурији и Кореји, рат је био све неизбежнији.
Јапанци су започели рат успешним нападом на руску ратну морнарицу у Кореји, у Инчуну, и у Порт Артуру, Кина. Следио је копнени напад на обе територије Кореју и Манџурију 1904.
Но највећи јапански успех који је и закључио рат било је уништење целокупне руске флоте у бици код Цушиме (27—28. мај 1905) За цену од два изгубљена торпедна чамца постигнут је потпун руски пораз.
Амерички председник Теодор Рузвелт посредовао је у потписивању мира између јапанског и руског царства, који је резултовао у материјалним добицима Јапана, али и поруком Берлину о паду мита о руској „непобедивости“.
Удео у руском поразу имала је и очекивана Руска револуција 1905., због које је цар Николај II покушао да обнови руски престиж и моћ (али и саме династије Романов) војном победом.

### Италијанско-турски рат
Сукоби на Медитерану нису били ништа ново. 1911. наставили су се ратом између Италије и Османског царства, око афричких земаља. Османско царство изгубило је рат и било је присиљено да препусти контролу над Либијом, Родосом и Додеканским острвима Италијанима.

### Балкански ратови
Турски проблеми нису били још готови. Потписавши мир с Италијом нашли су се у рату с четири мале државе унутар балканског полуострва: Црном Гором, Грчком, Србијом и Бугарском.
Интервенција великих европских сила довела је крају Први балкански рат (1912—1913) Османско царство доживело је нови пораз изгубивши Крит и скоро све европске поседе.
Касније у 1913, нови сукоб је еруптирао на Балкану. Бугарска, незадовољна претходним достигнућима борила се за контролу над великим делом Македоније, те када су тзв. "Младотурци", османски официри, прогласили претходни мир неважећим.
Између маја и јула 1913. бивши бугарски савезници напали су новог освајача, Бугарску, Румунија заузима бугарски главни град Софију у августу. Побеђена Бугарска капитулирала је 10. августа 1913, и вратила град Једрене Османском царству.
Упркос поновном постизању мира на Балкану, ништа није постигнуто и тензије су остале високе. Многе мале државе које су након година Османске власти постале независне сукобљавале су се у националистичким сукобима.
Када су балканске државе коначно успеле да постигну потпуну стабилност и независност, као и самоопредељење, никада се нису ујединиле као панславенски народи, с Русијом као предводницом.
Русија је ушла у рат да одбрани Србију управо да оствари своје панславистичке претензије, и да стекне престиж и моћ.

## Несигурна царства
Дошла је година 1914, проблеми нису били забрањени само тим мањим балканским државама. Аустроугарско царство је било директно уплетено у збивања на Балкану, те се под старим царем Францом Јозефом, очито борила да задржи јединство бројних различитих народа под својом влашћу.
Тако је атентат на престолонасљедника Франца Фердинанда од стране тајне организације — Младе Босне, дала Аустроугарској златну прилику да наметне свој ауторитет целој регији.
Русија, словенски савезник — уједно и савезник Србије — суочавала се са могућношћу тоталне револуције још од војне катастрофе у рату с Јапаном. Иако се цар Никола II супротставио, његова влада видела је рат с Аустроугарском као изврсну прилику да се поновно успостави стабилни социјални поредак, што је и успело, док нису почели стални руски порази, Распућинове дворске интриге и несташица хране довели су коначно до тоталне револуције (која се распламсала након што се Руско царство повукло из рата 1917)
Такође ту је и Француска. Након пораза у рату с Пруском (1870—71), заједно с понижавајућом анексијом угљем богатих подручја Алзас и Лорен од стране нове уједињене Немачке, Француска је била жедна освете.
Француска је тако развила стратегију за дугорочни рат против Немачке — План XVII, којем је циљ био пораз Немачке и враћање Алзаса и Лорене. План је био пун фаталних грешака, захваљујући погрешном мишљењу да су француски војници пуни „елана“, тј. да је то непобедива и незадржива војска која ће почистити непријатеља.

### Немачки пут ка рату
Немачка је била несигурна и социјално и војно. 1912. избори за Рајхстаг резултовали су у избору ни мање ни више него чак 110 социјалистичких заступника, тако да је канцелар Бетман-Холвег имао задатак да се одлучи се између Рајхстага или аутократског цара Вилхелма.
Бетман-Холвег је веровао да је једини начин да се избегну социјални немири рат — кратак и брз рат којим би Немачка решила све социјалне и политичке проблеме.
То веровање још је више појачало његову одлуку 6. јула 1914, када је понудио Аустроугарској, тзв. „бели папир“, апсолутна и неограничена војна помоћ без обзира каква ће аустроугарска одлука бити.
Немачка војна нестабилност досегла је врхунац кад је цар наумио да од Немачког царства створи велику империјалну силу. Кад је схватио да су све важне земље већ поделиле тадашње колоније, и да ће Немачка заувек „остати у сенци“, Вилхелм се одлучио за рат. Но није покушао да предвиди последице такве одлуке, слабост у истовременом стварању и морнарице и копнених снага једнаких, ако не и бољих од снага Велике Британије и Француске.
Тако су се његова влада и генерали почели да припремају за надолазећи рат. План је био да се заузму и Русија и Француска, рат на две фронте, који је био дуго очекиван. Тај план назван је Шлифенов план, по Алфреду фон Шлифену, бившем немачком врховном заповеднику. План који је скоро остварен, подразумевао је освајање Француске, тако да се заобиђе и окружи Париз, избацивши тако Француску из рата, завршивши рат на Западном Фронту у пет недеља, пре него што Русија успе да ефикасно мобилише војску за рат на Источном Фронту (који је према калкулацијама требало да траје шест недеља).
План би можда и успео да тадашњи немачки врховни заповедник Хелмут Молтке није предузео измене у плану, тако успоривши немачко напредовање према Паризу, што је резултовало фаталним последицама — почетком статичног рововског ратовања.
Но немачки план није подразумевао улазак Велике Британије у рат. Немачка влада није имала разлога да верује да би Британија игнорисала своје властите трговинске интересе (који би били најбоље очувани тако да се држи подаље од рата), а потпуно су занемарили и стари споразум о одбрани белгијске неутралности.
Такође је саветовано да ће се Немачка повући из рата ако Британија објави своје намере. Верујући да Велика Британија неће улазити у надолазећи рат, и ограничити се на дипломатске протесте. Након свега Британија није била ничим војно обавезана према Француској. Немачка и Аустроугарска, наставиле су да мисле да ће рат водити само са Русијом и Француском.

### Британска неодлучност
Британска влада и њен министар спољних послова сер Едвард Греј одлучили су да се саветују се током јула, и одлучили да ће рат почети само ако Белгија буде угрожена.
Неки сматрају да рат не би ни почео да се Британија јасно изјаснила на чијој је страни још током почетка јула. Немачка би ефикасно упутила Аустроугарску да реши проблем са Србијом, те би након тога касније имала Аустроугарску на располагању.
Да ли би и након тога Немачка започела рат остаје непознато, али засигурно би ток и дужина рата била друкчија.

### Породични посао
Први светски рат је назван, али с правим разлогом „породични посао“. То је због тога што су многе европске монархије (неке пале током рата - укључујући Русију, Немачку и Аустроугарску), биле међусобно повезане.
Претходник британског краља Џорџа V, Едвард VII, био је Кајзеров ујак, преко сестре његове жене, којој је руски цар био ујак. Његова нећакиња Александра била је жена руског цара. Едвардова кћер Мод била је норвешка краљица, и његова нећакиња Ена краљица Шпаније; Мари, даља нећакиња постала је Краљица Румуније.
Упркос породичним везама, девет краљева присуствовало је Едвардовом погребу — европска политика била је заснована на снази великих сила и њиховој моћи, те међусобној заштити. Целу ситуацију загрејало је и стварање система савеза, који су почели да се стварају након настанка и почетка успона новонасталог и уједињеног Немачког царства 1871.